# Jardinera (jardinería)

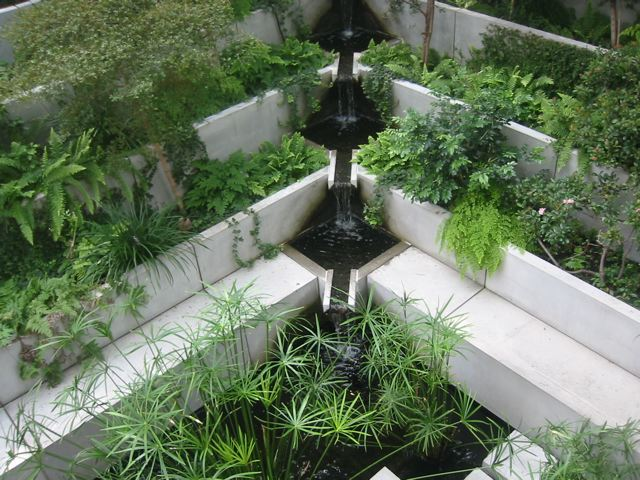
Jardineras de obra

Una jardinera es un tipo de contenedor de sustrato para cultivo de plantas o arbustos. Pueden ser de diferentes materiales, como plástico, madera, cemento, cerámica, metal o piedra, además de otros, dependiendo del uso para el que estén destinadas, valor decorativo etc. Generalmente estarán dotadas de drenaje y ocasionalmente dispondrán algún sistema de riego automático.

## Jardineras prefabricadas
Son para uso normal en interior o en exterior sobre piso firme. Suelen ser de un tamaño tal que permita su traslado en vacío con facilidad. Normalmente las jardineras de poco volumen se presentan con un plato a medida sobre el que se asientan, que sirve para recoger el exceso de agua de riego. Las de mayor tamaño tienen unos calzos o patas para que el agua fluya sin taponar el drenaje.

## Jardineras de obra
Se fabrican in situ usando madera, piedra u hormigón principalmente. Suelen ser de gran tamaño y destinarse al cultivo de arbustos o plantas que requieren de un mayor volumen de sustrato. En exterior pueden fabricarse sobre la misma tierra o sobre piso firme, generalmente a lo largo de una fachada o muro, o para separar parcelas. En interior se suelen encontrar decorando grandes espacios de edificios públicos.